# 希斯卡圖里尼山
16°4′18″S 68°15′32″W / 16.07167°S 68.25889°W
希斯卡圖里尼山（Jisk'a Turini），是玻利維亞的山峰，位於該國西部拉巴斯省的洛斯安地斯省，處於圖里尼山西南面和穆柳阿帕切塔山東南面，屬於安第斯山脈中玻利維亞瑞阿爾山脈的一部分，海拔高度4,905米。